# Tyrannochthonius pupukeanus
Espèce
Tyrannochthonius pupukeanus est une espèce de pseudoscorpions de la famille des Chthoniidae.

## Distribution
Cette espèce est endémique de Oahu à Hawaï,. Elle se rencontre dans le tunnel de lave de Pupukea.

## Description
La femelle holotype mesure 1,18 mm.

## Étymologie
Son nom d'espèce lui a été donné en référence au lieu de sa découverte, Pupukea.

## Publication originale
- Muchmore, 1983 : The cavernicolous fauna of Hawaiian lava tubes. 14. A second troglobitic Tyrannochthonius (Pseudoscorpionida: Chthoniidae). International Journal of Entomology (Honolulu), vol. 25, no 1, p. 84-86 (texte intégral).